# Jermaine Love
Jermaine Love-Roberts (Chicago Heights (Illinois), 27 de marzo de 1989) es un baloncestista estadounidense que actualmente forma parte de la plantilla del Esenler Erokspor de la BSL turca. Con 1,88 metros de estatura, juega en la posición de base.

## Trayectoria deportiva
En su etapa universitaria formó parte dos temporadas de la Prairie State College y otras dos de UIS Prairie Stars. Tras no ser elegido en el Draft de la NBA de 2012, se marchó a Lituania para jugar en las filas del BC Lietkabelis-2 durante la temporada 2013-14.
Más tarde, jugaría en Lituania durante tres temporadas más para dirigir los equipos de Perlas Vilnius, Krepšinio klubas Lietkabelis y BC Nevėžis.
En noviembre de 2017, se marcha a Polonia para jugar en el Trefl Sopot.
En verano de 2018, firma con el Holargos B.C. de la A1 Ethniki.
Durante la temporada 2019-20, juega en las filas del Scaligera Basket Verona de la Liga Due Gold con el que disputa 14 encuentros promediando 11.79 por partido. En febrero de 2020, firma con Kolossos Rodou BC con el que disputa 4 encuentros de la A1 Ethniki promediando 16.75 puntos por partido.
En mayo de 2020, firma como jugador del Hapoel Holon de la Ligat Winner.
El 12 de julio de 2025 fichó por el Esenler Erokspor de la Basketbol Süper Ligi turca.